# Попов, Омар Сурхай оглы
Омар Сурхай оглы Попов (род. 2 января 2003, Лабинск, Краснодарский край) — российский футболист, нападающий.

## Биография
Воспитанник академии клуба «Краснодар». В сезоне 2021/22 являлся одним из лучших бомбардиров молодёжного первенства.
7 марта 2022 года дебютировал в российской премьер-лиге в матче против «Урала», выйдя на 90-й минуте вместо Владимира Ильина.
В июле 2025 года стал игроком клуба «Кубань Холдинг» из станицы Павловской.